# Leidsemeer

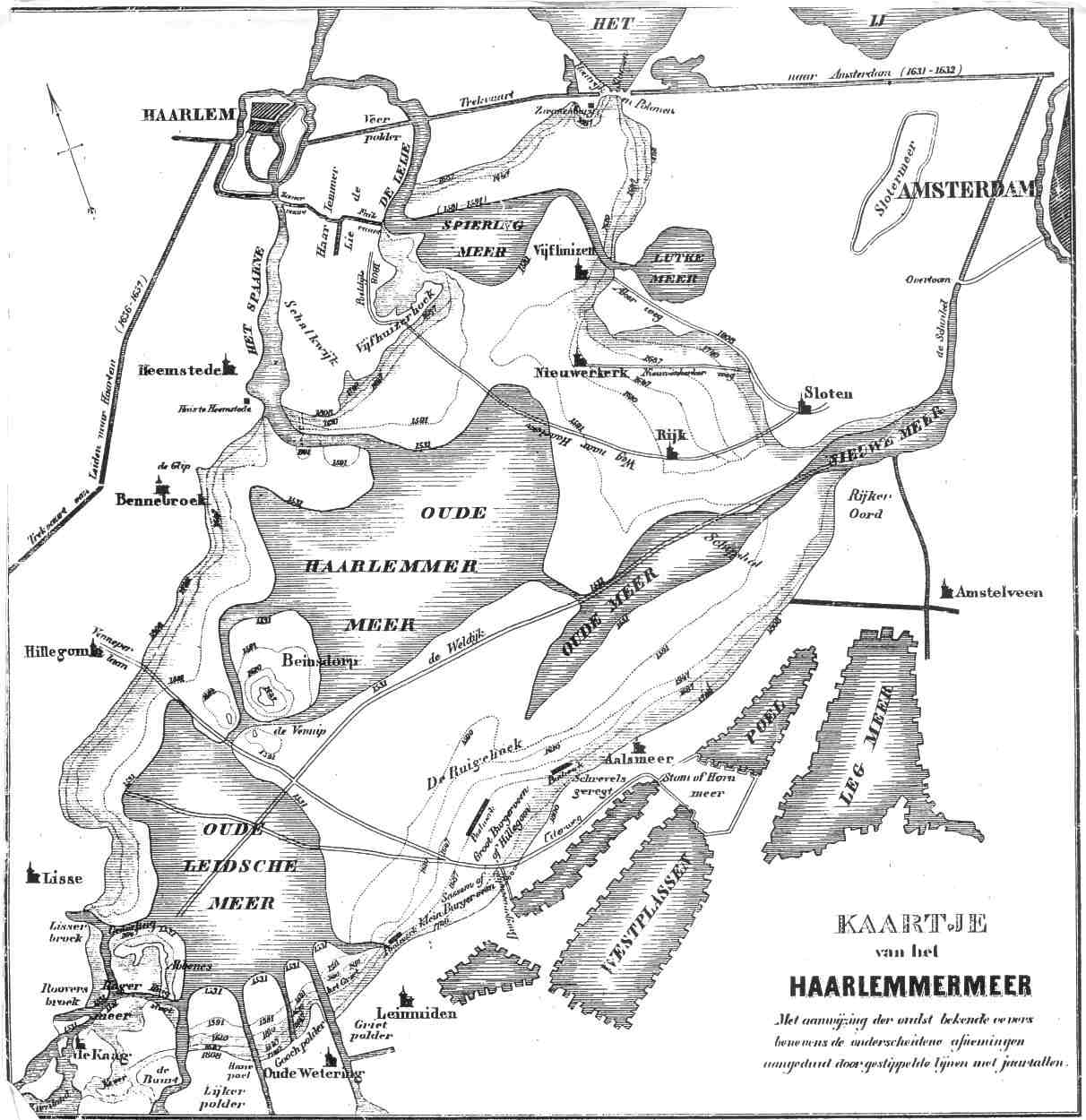
Kaartje van hoe het Haarlemmermeer zich ontwikkelde volgens Melchior Bolstra

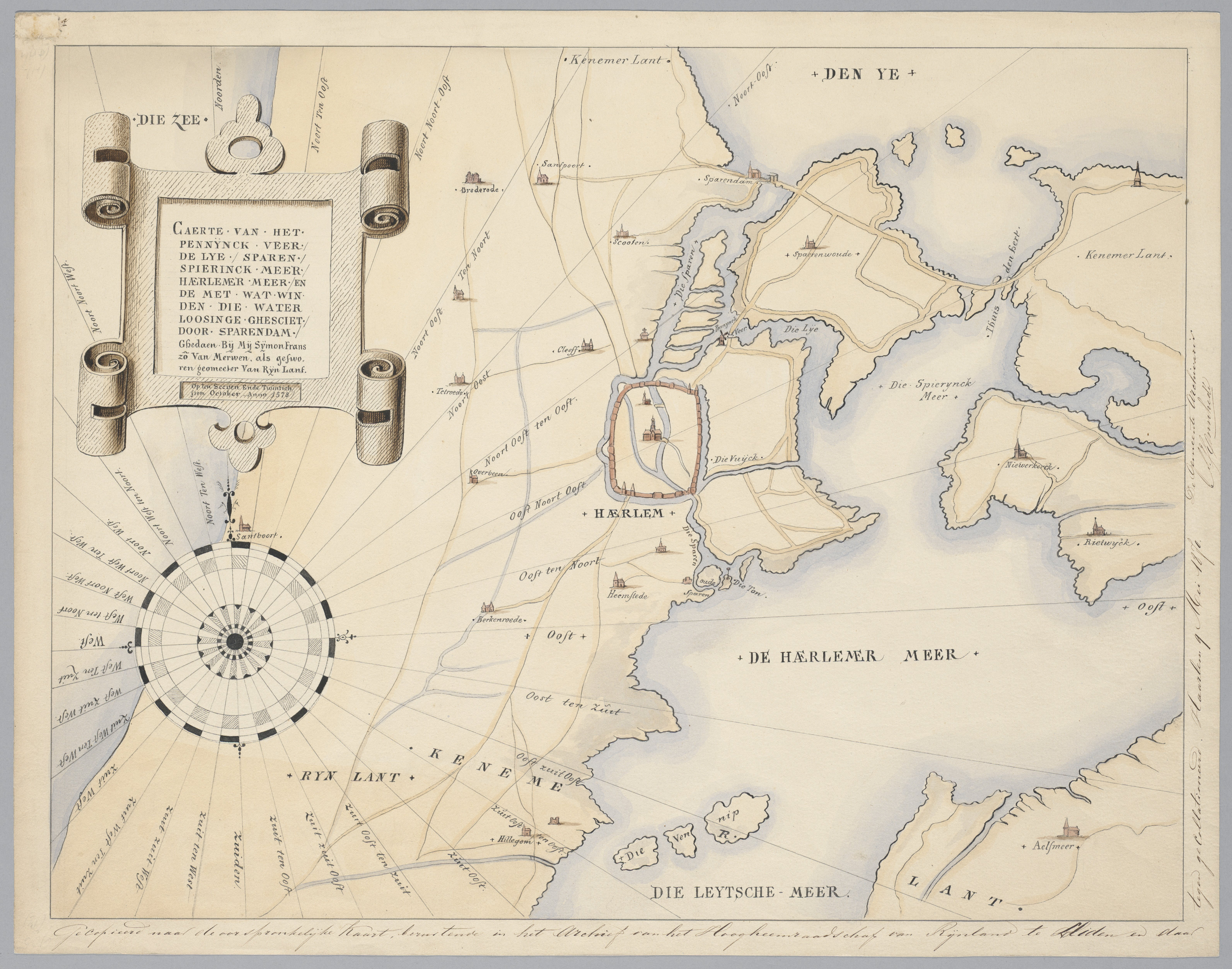
Ligging van de Spieringmeer, (oude) Haarlemmermeer en Leidsemeer, op een kaart van A.J. Enschedé (1870), naar de kaart van Symen Fransz. van der Merwen uit 1578.

Het Leidsemeer (Leydsche Meer) was een veenmeer, gelegen ten noordoosten van Leiden, dat door afslag van de venige oevers in omvang groeide en uiteindelijk opging in het ten noordoosten daarvan gelegen Haarlemmermeer, waar het sinds circa 1477 deel van uitmaakte.

## Geschiedenis

### Van drie meren tot één meer
In de middeleeuwen, rond de 13e eeuw, kende het gebied tussen de steden Amsterdam, Haarlem en Leiden ten minste drie veenmeren, te weten: het Spieringmeer in het noorden, het (oude) Haarlemmermeer in het midden en het Leidsemeer in het zuiden. Voor delen van deze meren bestonden plaatselijk ook namen als Hellemeer en Oude Meer, maar dat waren delen van de voornoemde meren. Door vervening (met name door Haarlemmers) ten behoeve van de brandstofvoorziening van de groeiende steden en hun bedrijvigheid en als gevolg van golfafslag door slechte of ontbrekende bedijking verdween in de loop der jaren vooral aan de noordelijke en oostelijke oevers steeds meer veenland.
Omstreeks 1477 ontstond bij De Vennip en Beinsdorp een open verbinding tussen het Oude Haarlemmermeer en het Leidsemeer, waarschijnlijk als gevolg van de stormvloed van 27 september 1477 waarbij ook de Spaarndammerdijk doorbrak. In de daaropvolgende decennia verdwenen steeds meer restanten van de landengte tussen de beide meren.
Er was nu een meer ontstaan van Polanen (Halfweg) tot De Kaag. De oude namen van de afzonderlijke meren bleven nog lang in gebruik voor de verschillende delen van het meer, maar daarnaast kwam in de 16e eeuw de naam 'Grote Haarlemmermeer' in zwang. Dit was het grootste meer van Holland, met een oppervlakte van bijna 17 duizend hectare. Vanwege het woeste en landvretende karakter van het meer kreeg het de bijnaam de "Waterwolf". In 1852 werd de Haarlemmermeer drooggemaakt.